# Bắn cung tại Đại hội Thể thao châu Á 2022
Bắn cung tại Đại hội Thể thao châu Á 2022 được tổ chức từ ngày 1 đến ngày 7 tháng 10 năm 2023 tại Trung tâm Thể thao Phú Dương Ngân Hồ ở quận Phú Dương, Hàng Châu, Trung Quốc, và bao gồm 10 nội dung thi đấu.

## Quốc gia tham dự
Các quốc gia sẽ thi đấu môn bắn cung tại Đại hội thể thao châu Á 2022:
- Bangladesh
- Bhutan
- Trung Quốc
- Đài Bắc Trung Hoa
- Hồng Kông
- Ấn Độ
- Indonesia
- Iran
- Iraq
- Nhật Bản
- Kazakhstan
- Kyrgyzstan
- Lào
- Malaysia
- Mông Cổ
- Myanmar
- Nepal
- CHDCND Triều Tiên
- Pakistan
- Philippines
- Qatar
- Ả Rập Xê Út
- Singapore
- Hàn Quốc
- Sri Lanka
- Tajikistan
- Thái Lan
- UAE
- Việt Nam

## Lịch thi đấu
| XH | Vòng xếp hạng | L | Vòng loại | CK | Chung kết |

| ND↓/Ngày →                    | 1/10 CN | 2/10 Thứ 2 | 3/10 Thứ 3 | 4/10 Thứ 4 | 4/10 Thứ 4 | 5/10 Thứ 5 | 5/10 Thứ 5 | 6/10 Thứ 6 | 6/10 Thứ 6 | 7/10 Thứ 7 |
| ----------------------------- | ------- | ---------- | ---------- | ---------- | ---------- | ---------- | ---------- | ---------- | ---------- | ---------- |
| Cung một dây cá nhân nam      | XH      | L          | L          |            |            |            |            |            |            | CK         |
| Cung trợ lực cá nhân nam      | XH      | L          | L          |            |            |            |            |            |            | CK         |
| Cung một dây đồng đội nam     | XH      | L          |            |            |            |            |            | L          | CK         |            |
| Cung trợ lực đồng đội nam     | XH      | L          |            |            |            | L          | CK         |            |            |            |
| Cung một dây cá nhân nữ       | XH      | L          | L          |            |            |            |            |            |            | CK         |
| Cung trợ lực cá nhân nữ       | XH      | L          | L          |            |            |            |            |            |            | CK         |
| Cung một dây đồng đội nữ      | XH      | L          |            |            |            |            |            | L          | CK         |            |
| Cung trợ lực đồng đội nữ      | XH      | L          |            |            |            | L          | CK         |            |            |            |
| Cung một dây đồng đội hỗn hợp | XH      | L          |            | L          | CK         |            |            |            |            |            |
| Cung trợ lực đồng đội hỗn hợp | XH      | L          |            | L          | CK         |            |            |            |            |            |

## Danh sách huy chương

### Cung một dây
| Nội dung         | Vàng                                                | Bạc                                                    | Đồng                                                                              |
| ---------------- | --------------------------------------------------- | ------------------------------------------------------ | --------------------------------------------------------------------------------- |
| Cá nhân nam      | Mông Cổ · Baatarkhuyagiin Otgonbold                 | Trung Quốc · Qi Xiangshuo                              | Hàn Quốc · Lee Woo-seok                                                           |
| Đồng đội nam     | Hàn Quốc · Oh Jin-hyek · Lee Woo-seok · Kim Je-deok | Ấn Độ · Atanu Das · Dhiraj Bommadevara · Tushar Shelke | Indonesia · Arif Dwi Pangestu · Ahmad Khoirul Baasith · Riau Ega Agata Salsabilla |
| Cá nhân nữ       | Hàn Quốc · Lim Si-hyeon                             | Hàn Quốc · An San                                      | Trung Quốc · Li Jiaman                                                            |
| Đồng đội nữ      | Hàn Quốc · Lim Si-hyeon · An San · Choi Mi-sun      | Trung Quốc · Hai Ligan · Li Jiaman · An Qixuan         | Ấn Độ · Ankita Bhakat · Simranjeet Kaur · Bhajan Kaur                             |
| Đồng đội hỗn hợp | Hàn Quốc · Lim Si-hyeon · Lee Woo-seok              | Nhật Bản · Satsuki Noda · Takaharu Furukawa            | Indonesia · Diananda Choirunisa · Riau Ega Agata Salsabilla                       |

### Cung trợ lực
| Nội dung         | Vàng                                                                      | Bạc                                                           | Đồng                                                                                 |
| ---------------- | ------------------------------------------------------------------------- | ------------------------------------------------------------- | ------------------------------------------------------------------------------------ |
| Cá nhân nam      | Ấn Độ · Ojas Pravin Deotale                                               | Ấn Độ · Abhishek Verma                                        | Hàn Quốc · Yang Jae-won                                                              |
| Đồng đội nam     | Ấn Độ · Prathamesh Samadhan Jawkar · Abhishek Verma · Ojas Pravin Deotale | Hàn Quốc · Joo Jae-hoon · Yang Jae-won · Kim Jong-ho          | Malaysia · Mohamad Syafiq Md Ariffin · Ariff Muhammad Ghazalli · Mohd Juwaidi Mazuki |
| Cá nhân nữ       | Ấn Độ · Jyothi Surekha Vennam                                             | Hàn Quốc · So Chae-won                                        | Ấn Độ · Aditi Swami                                                                  |
| Đồng đội nữ      | Ấn Độ · Aditi Swami · Jyothi Surekha Vennam · Parneet Kaur                | Đài Bắc Trung Hoa · Chen Yi-hsuan · Huang I-Jou · Wang Lu-Yun | Hàn Quốc · So Chae-won · Oh Yoohyun · Cho Sua                                        |
| Đồng đội hỗn hợp | Ấn Độ · Jyothi Surekha Vennam · Ojas Pravin Deotale                       | Hàn Quốc · So Chae-won · Joo Jae-hoon                         | Đài Bắc Trung Hoa · Chen Yi-hsuan · Chang Cheng-wei                                  |

## Bảng tổng sắp huy chương
| Hạng               | Đoàn                    | Vàng | Bạc | Đồng | Tổng số |
| ------------------ | ----------------------- | ---- | --- | ---- | ------- |
| 1                  | Ấn Độ (IND)             | 5    | 2   | 2    | 9       |
| 2                  | Hàn Quốc (KOR)          | 4    | 4   | 3    | 11      |
| 3                  | Mông Cổ (MGL)           | 1    | 0   | 0    | 1       |
| 4                  | Trung Quốc (CHN)        | 0    | 2   | 1    | 3       |
| 5                  | Đài Bắc Trung Hoa (TPE) | 0    | 1   | 1    | 2       |
| 6                  | Nhật Bản (JPN)          | 0    | 1   | 0    | 1       |
| 7                  | Indonesia (INA)         | 0    | 0   | 2    | 2       |
| 8                  | Malaysia (MAS)          | 0    | 0   | 1    | 1       |
| Tổng số (8 đơn vị) | Tổng số (8 đơn vị)      | 10   | 10  | 10   | 30      |